# Франция на летних Олимпийских играх 1964
Франция на летних Олимпийских играх 1964 была представлена 138 спортсменами в 14 видах спорта. 
Впервые в истории летних Олимпийских игр сборная Франции смогла завоевать лишь одну золотую медаль, её обладателем стал конник Пьер-Жонкьер д’Ориола, который стал ещё и серебряным призёром в командном конкуре.

## Награды

### Золото
| Золото |                       |                         |
| №      | Спортсмены            | Вид спорта (дисциплина) |
| 1      | Пьер-Жонкьер д’Ориола | Конный спорт (конкур)   |

### Серебро
| Серебро |                                             |                                                   |
| №       | Спортсмены                                  | Вид спорта (дисциплина)                           |
| 1       | Жан-Клод Даруи Жак Морель Жорж Морель       | Академическая гребля (двойка распашная с рулевым) |
| 2       | Жозеф Гонсалес                              | Бокс (до 71 кг)                                   |
| 3       | Жан Будеэн Мишель Шапюи                     | Гребля на байдарках и каноэ (мужчины, К-2)        |
| 4       | Пьер-Жонкьер Д'Ориола Жану Лефевр Ги Лефран | Конный спорт (командный конкур)                   |
| 5       | Маривон Дупурё                              | Лёгкая атлетика (женщины, 800 м)                  |
| 6       | Кристин Карон                               | Плавание (женщины, 100 метров на спине)           |
| 7       | Жан-Клод Маньян                             | Фехтование (мужчины, индивидуальная рапира)       |
| 8       | Клод Арабо                                  | Фехтование (мужчины, индивидуальная сабля)        |

### Бронза
| Бронза |                                                                           |                                             |
| №      | Спортсмены                                                                | Вид спорта (дисциплина)                     |
| 1      | Даниэль Морелон                                                           | Велоспорт (мужчины, спринт)                 |
| 2      | Пьер Трентин                                                              | Велоспорт (мужчины, гит на 1 км)            |
| 3      | Поль Женеве Бернар Ледебёр Клод Пикемаль Жоселин Делекур                  | Лёгкая атлетика (мужчины, 4×100 м)          |
| 4      | Даниэль Ревеню                                                            | Фехтование (мужчины, индивидуальная рапира) |
| 5      | Жак Куртийя Жан-Клод Маньян Кристиан Ноэль Даниэль Ревеню Пьер Родоканаши | Фехтование (мужчины, командная рапира)      |
| 6      | Клод Буркар Клод Броден Жак Броден Ив Дрейфус Жак Гитте                   | Фехтование (мужчины, командная шпага)       |

## Состав и результаты олимпийской сборной Франции

### Гимнастика

#### Спортивная гимнастика
Спортсменов — 1
Женщины
| Спортсмены     | Снаряд                | Квалификация | Квалификация | Финал     | Финал     |
| Спортсмены     | Снаряд                | Очки         | Место        | Очки      | Место     |
| -------------- | --------------------- | ------------ | ------------ | --------- | --------- |
| Моник Баэльден | абсолютное первенство |              |              | 72,964    | 49        |
| Моник Баэльден | вольные упражнения    | 18,166       | 52           | Не прошла | Не прошла |
| Моник Баэльден | опорный прыжок        | 18,200       | 60           | Не прошла | Не прошла |
| Моник Баэльден | разновысокие брусья   | 18,232       | 47           | Не прошла | Не прошла |
| Моник Баэльден | бревно                | 18,366       | 44           | Не прошла | Не прошла |